# María Herminia Avellaneda
María Herminia Avellaneda (Pasteur, 3 de noviembre de 1933 - Buenos Aires, 7 de julio de 1997) fue una cineasta y productora argentina de cine y televisión -pionera del género- y directora artística de la cadena ATC en 1984.

## Trayectoria
Estudió arte escénico con Antonio Cunill Cabanellas y debutó como asistente de dirección televisiva en 1955 en el programa de la periodista Blackie.
Entre 1960 y 1990 fue responsable de recordados éxitos como Doña Disparate y Bambuco, Alfonsina con Soledad Silveyra; la adaptación de La bahía del silencio de Eduardo Mallea con Federico Luppi y Jorge Marrale, Alta comedia, la versión de Pablo Neruda de Romeo y Julieta con Rodolfo Bebán y Evangelina Salazar en 1962, Señoritas alumnas con Selva Alemán, Marilina Ross, Teresa Blasco y Virginia Lago, Contracara con Rodolfo Bebán, Soledad Silveyra, Leonor Manso y Jorge Marrale, Mi mamá me ama con Graciela Borges y Las vueltas de la vida de su compañera María Elena Walsh con quien condujo el programa La cigarra acompañada de Susana Rinaldi con quien ideó y dirigió su primer unipersonal Dale nomás.
En 1971 filmó su primer largometraje: Juguemos en el mundo, sobre el guion de María Elena Walsh con Perla Santalla, Jorge Mayor, Eva Franco, Zulema Katz, Virginia Lago y Norman Briski.
En 1980 realizó su segundo, Rosa de lejos con Leonor Benedetto (versión fílmica de una telenovela exitosa) y, en 1989, Pasión, coproducción franco-argentina.
En 1982 dirigió el espectáculo Hoy como ayer, sobre textos de María Elena Walsh interpretados por Susana Rinaldi en el desaparecido Teatro Odeón.
En 1994 dirigió varios unitarios del renombrado ciclo Alta comedia por producido y emitido por la pantalla de Canal 9.
Falleció el 7 de julio de 1997, víctima de cáncer a los 63 años. Sus restos mortales  están sepultados en el Cementerio de Olivos.

## Premio
En 1981 recibió el Diploma al Mérito de los Premios Konex como una de las cinco mejores directoras de televisión de Argentina.